# ザ・パーフェクト・ストレンジャー
ザ・パーフェクト・ストレンジャー (The Perfect Stranger) は、1984年にリリースされたフランク・ザッパのアルバムである。この作品の一部は、ピエール・ブーレーズが指揮した。

## 内容
ブーレーズが指揮したのは「ザ・パーフェクト・ストレンジャー」「ネイヴァル・エイヴィエイション・イン・アート?」「デュプリーの天国」の3曲である。いずれも1984年1月10日から11日にかけてパリのIRCAMで録音され、演奏はブーレーズの創設したアンサンブル・アンテルコンタンポランによる。タイトル・トラックはブーレーズの依頼を受けて作曲されたもので、ザッパが1971年に制作した映画『200モーテルズ』への言及を含む。
残り4曲は "Barking Pumpkin Digital Gratification Consort" によるとされているが、その実体はザッパによるシンクラヴィアの演奏である。また「アウトサイド・ナウ・アゲイン」は、1979年のアルバム『ジョーのガレージ』に収録されていたザッパのギターソロ曲「アウトサイド・ナウ」を、シンクラヴィアでの演奏用に編曲したものである。

## 収録曲
作詞・作曲はいずれもフランク・ザッパによる。
1. ザ・パーフェクト・ストレンジャー ("The Perfect Stranger") - 12:44
2. ネイヴァル・エイヴィエイション・イン・アート? ("Naval Aviation in Art?") - 2:45
3. ザ・ガール・イン・ザ・マグネシウム・ドレス ("The Girl in the Magnesium Dress") - 3:13
4. デュプリーの天国 ("Dupree's Paradise") - 7:54
5. ラヴ・ストーリー ("Love Story") - 0:59
6. アウトサイド・ナウ・アゲイン ("Outside Now Again") - 4:06
7. ジョーンズタウン ("Jonestown") - 5:27

## 参加メンバー
- ピエール・ブーレーズ - 指揮者、監督
- アンサンブル・アンテルコンタンポラン - オーケストラ
  - ローレンス・ボールガール、ソフィー・シェリエ - フルート
  - ラースロー・ハダディ、Didier Pateau - オーボエ
  - アラン・ダミアン、ポール・メイヤー - クラリネット
  - ガイ・アルノー - バスクラリネット
  - ジャン・マリー＝ラモット - バスーン
  - ジャック・デルプランク、イェンス・マクマナマ - ホルン
  - アントワーヌ・キュレ、ジャン＝ジャック・ガウドン - トランペット
  - ジェローム・ノーレ、ベニー・スルチン - トロンボーン
  - ジェラール・ビュッケ - チューバ
  - ヴァンサン・ボーエ、ミシェル・セルッティ、ダニエル・チャンポリーニ - パーカッション
  - ピエール＝ローラン・エマール、アラン・ヌヴー - ピアノ
  - マリ＝クレール・リネール、ジャック・ゲステム、マリイヴォンヌ・レ・ディーズ - ヴァイオリン
  - ガース・ノックス、ジャン・スレム - ヴィオラ
  - クリカン・ラーション、ピエール・ストローク - チェロ
  - Frederic Stochl - ダブルベース
  - マリ＝クレール・ジャメ - ハープ
- ペーテル・エトヴェシュ - 音楽監督
- フランク・ザッパ - ギター、キーボード、ヴォーカル、プロデューサー、ライナーノーツ

### 製作
- ドン・ハンスタイン - 写真
- ジョン・マトウシェク - マスタリング
- デヴィッド・オッカー - プログラミング
- ボブ・ストーン - リミキシング

## チャート
アルバム
- 1984年 - ビルボード・クラシック・アルバム…7位